# Anfibolismo
El término anfibolismo es usado para describir una ruta metabólica que involucra tanto catabolismo como anabolismo. 
El ciclo del ácido cítrico, también llamado ciclo de Krebs, es un buen ejemplo. 
La primera reacción del ciclo, en el que el ácido oxalacético (un compuesto de cuatro carbonos) condensa con acetato (un compuesto de dos carbonos) para formar citrato (un compuesto de seis carbonos), es anabólica.
Las siguientes reacciones, que son reorganizaciones intramoleculares, producen ácido isocítrico. 
Las dos reacciones siguientes son catabólicas, en las que se pierde un grupo -COO en cada paso y es producido ácido succínico.